# Manakin casqué
Antilophia galeata
Espèce
Synonymes
- Pipra galeata Lichtenstein, 1823 (protonyme)

Statut de conservation UICN

 LC  : Préoccupation mineure
Le Manakin casqué (Antilophia galeata) est une espèce d'oiseaux de la famille des Pipridae.

## Répartition
Cette espèce vit dans le centre de l'Amérique du Sud.

## Taxinomie
Selon le Congrès ornithologique international et Alan P. Peterson, aucune sous-espèce n'est distinguée,.